# Reug Reug
Ne doit pas être confondu avec Oumar Kane.
Oumar Kane, connu sous le nom de Reug Reug, est un pratiquant d'arts martiaux mixtes et un lutteur professionnel sénégalais, né le 14 mars 1992 à Dakar, au Sénégal.
Champion du ONE Championship de la division poids lourds (en) 2024 et premier sénégalais champion d'une organisation majeure du MMA mondial,.

## Carrière dans les arts martiaux mixtes

### Championnat ONE
Oumar Kane a fait ses débuts promotionnels contre Alain Ngalani (en) le 22 janvier 2021 et a été diffusé le 29 janvier 2021 sur ONE:Unbreakable 2 (en). Il a remporté le combat par KO technique au premier round.
Kane devait affronter Mehdi Barghi le 7 avril 2021, à ONE sur TNT 1 (en). Cependant, Barghi s'est retiré en raison des protocoles de santé et de sécurité. Patrick Schmid, qui devait affronter Rade Opačić (en) dans un combat de kickboxing, a été remplacé pour un combat de MMA. Il a remporté le combat par KO technique au premier round.
Kane a affronté Kirill Grishinko le 28 avril 2021, à ONE sur TNT 4. Au moment où la cloche du deuxième round sonnait, Grishenko a porté un coup de poing à la gorge. Kane a semblé protester contre ce qui aurait pu être considéré comme un coup tardif, puis est tombé à genoux en se tenant la gorge. Il ne s'est pas relevé et n'a pas pu répondre à la cloche pour le troisième round. Il a perdu par TKO au deuxième round.
Kane devait affronter Marcus Buchecha (en) le 22 avril 2022 au ONE 156 (en). Cependant, la semaine de l'événement, il a été annoncé que le combat serait déplacé au ONE 157 (en) le 20 mai 2022. À son tour, Kane s'est retiré du combat en invoquant une blessure et a été remplacé par Hugo Cunha.
Kane a affronté Batradz Gazzaev le 29 septembre 2022, au ONE 161 (en). Il a remporté le combat par KO technique au deuxième round.
Kane devait affronter Jasur Mirzamukhamedov le 3 décembre 2022, au ONE 164 (en). Cependant, le combat a été retransmis sur ONE sur Prime Video 5 (en) le même jour. Il a remporté le combat par décision unanime. Le 6 janvier 2023, il a été annoncé que Mirzamukhamedov avait été suspendu de toute compétition de MMA pendant six mois en vertu des directives du programme de dépistage de drogue de l'ONE et qu'il avait été libéré de la promotion.
Kane a affronté Marcus Buchecha (en) le 5 août 2023, à ONE Fight Night 13 (en). Il a remporté le combat par décision unanime et cette victoire lui a valu les bonus de la Performance de la Soirée.
Kane a affronté Anatoly Malykhin (en) pour le championnat du monde des poids lourds ONE (en) le 9 novembre 2024, au ONE 169 (en). Il a remporté le titre par décision partagée et devient le premier sénégalais champion d'une organisation majeure du MMA mondial,.
Le president Sénégalais Bassirou Diomaye Faye lui félicite d'avoir marqué l’histoire en devenant le premier Sénégalais champion du monde des poids lourds en MMA.

## Carrière de kickboxing
Kane a fait ses débuts en kickboxing contre l'influenceur humouriste sénégalais « Boucher Ketchup » Mamadou Kamara le 6 juillet 2024, au ONE Fight Night 23 (en). Il a remporté le combat par KO au premier round.

## Championnat et réalisations
- Championnat ONE
  - Performance de la soirée (en) (une fois) vs. Marcus Almeida (en)
  - Le plus grand nombre de victoires dans la division des poids lourds MMA (5)

## Record d'arts martiaux mixtes
| 8 combats      | 7 victoires | 1 défaites |
| Par KO         | 4           | 1          |
| Par soumission | 0           | 0          |
| Sur décision   | 3           | 0          |

| Résultat | Record | Adversaire            | Méthode              | Événement             | Date              | Round | Temps | Lieu                | Notes                                                          |
| -------- | ------ | --------------------- | -------------------- | --------------------- | ----------------- | ----- | ----- | ------------------- | -------------------------------------------------------------- |
|          |        | Anatoli Malykhine     |                      | ONE 173               | 16 novembre 2025  |       |       | Ariake Arena, Tokyo |                                                                |
| Victoire | 7–1    | Anatoli Malykhine     | Décision (partager)  | ONE 169               | 9 novembre 2024   | 5     | 5:00  | Bangkok , Thaïlande | remporte le championnat des poids lourds ONE.                  |
| Victoire | 6–1    | Marcus Almeida        | Décision (unanimité) | ONE Fight Night 13    | 5 août 2023       | 3     | 5:00  | Bangkok , Thaïlande | Performance de la nuit.                                        |
| Victoire | 5–1    | Jasur Mirzamukhamedov | Décision (unanimité) | ONE sur Prime Video 5 | 3 décembre 2022   | 3     | 5:00  | Pasay , Philippines | Mirzamukhamedov a été testé positif à une substance interdite. |
| Victoire | 4–1    | Batradz Gazzaev       | TKO (coups de poing) | ONE 161               | 29 septembre 2022 | 2     | 2:15  | Kallang , Singapour |                                                                |
| Défaite  | 3–1    | Kirill Grishenko      | TKO (retraite)       | ONE sur TNT 4         | 28 avril 2021     | 2     | 5:00  | Kallang , Singapour |                                                                |
| Victoire | 3–0    | Patrick Schmid        | TKO (coups de poing) | ONE sur TNT 1         | 7 avril 2021      | 1     | 1:48  | Kallang , Singapour |                                                                |
| Victoire | 2–0    | Alain Ngalani         | TKO (coups de poing) | ONE : Incassable 2    | 22 janvier 2021   | 1     | 4:32  | Kallang , Singapour |                                                                |
| Victoire | 1–0    | Sofiane Boukichou     | TKO (coups de poing) | Arès FC 1             | 14 décembre 2019  | 2     | 1:20  | Dakar , Sénégal     | Débuts en poids lourds.                                        |

## Record de Muay Thai
| 1 victoire, 0 défaite, 0 nul                                  |          |                |                       |                     |                     |      |       |
| Date                                                          | Résultat | Adversaire     | Événement             | Emplacement         | Méthode             | Rond | Temps |
| 06/07/2024                                                    | Gagner   | Mamadou Kamara | Une nuit de combat 23 | Bangkok , Thaïlande | KO (coups de poing) | 1    | 2:08  |
| Légende : Gagner Perte Tirage au sort/Sans concours Remarques |          |                |                       |                     |                     |      |       |

## Distinctions

### Décorations
- Chevalier de l'ordre du Mérite du Sénégal, par le président de la république du Sénégal Bassirou Diomaye Faye (2024)[25].